# Marian Arct

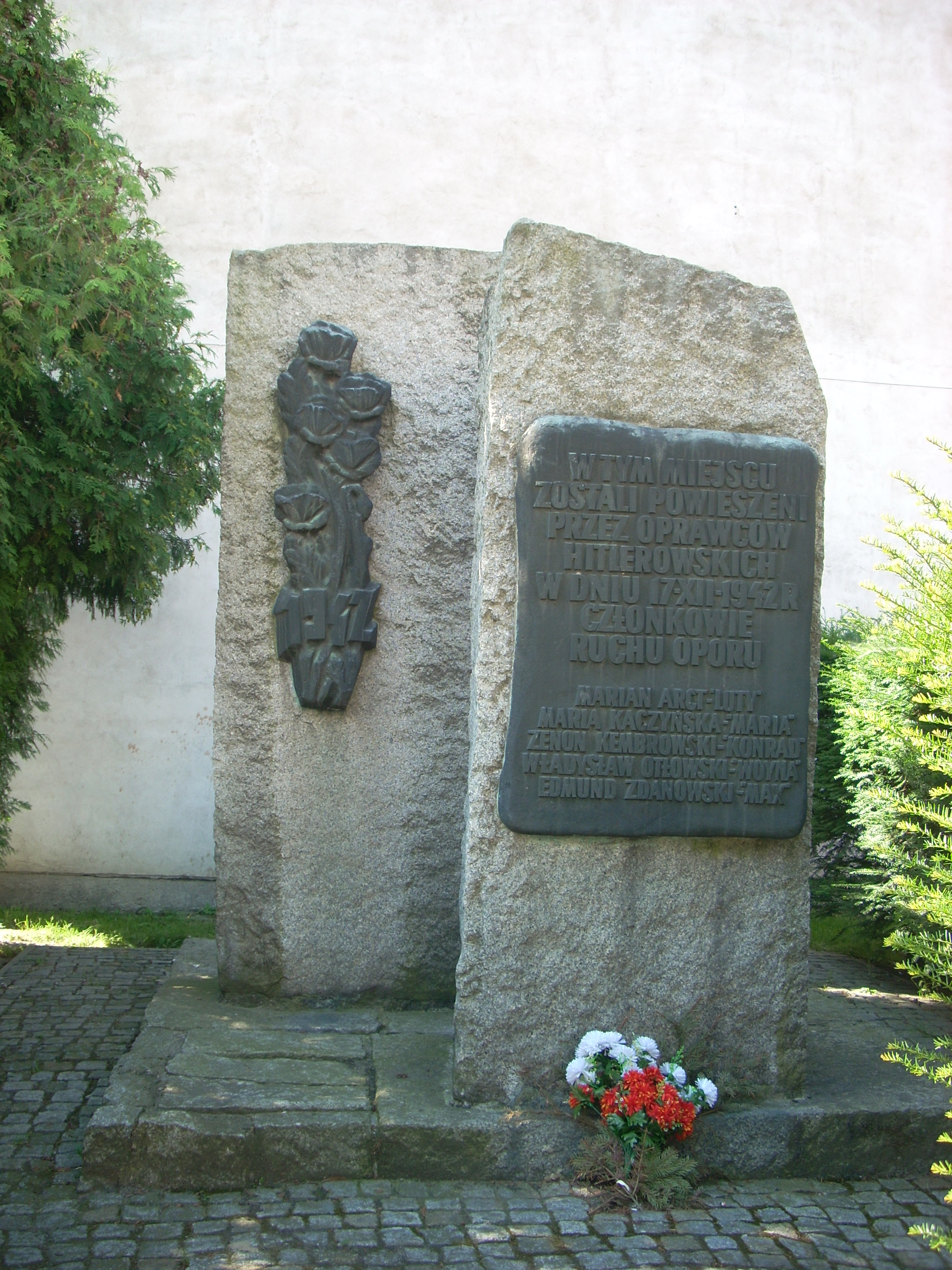
Pomnik upamiętniający powieszonych na rynku w Przasnyszu

Marian Arct ps. Luty (ur. 2 stycznia 1896 w Warszawie, zm. 17 grudnia 1942 w Przasnyszu) – dyrektor Szkoły Rolniczej w Rudzie k. Przasnysza, szef łączności obwodu ZWZ-AK w powiecie przasnyskim.

## Życiorys
Syn Aleksandra i Elizy z Dąbrowskich. Ukończył szkołę średnią i Szkołę Główną Gospodarstwa Wiejskiego w Warszawie. Był wykładowcą szkół rolniczych. W 1938 po odejściu Eugeniusza Opolskiego został dyrektorem Szkoły Rolniczej w Rudzie pod Przasnyszem.
W okresie okupacji hitlerowskiej pracował oficjalnie jako administrator majątku w Rudzie, przejętego przez niemiecką landraturę. Budynek nieczynnej Szkoły Rolniczej służył jako punkt kontaktowy przasnyskiej komendy obwodu ZWZ-AK. M. Arct pełnił w konspiracji funkcję szefa łączności ogólnej obwodu. 9 października 1942 został aresztowany przez agenta gestapo na stacji kolei wąskotorowej w Przasnyszu. 4 grudnia 1942 po śledztwie obok 16 innych Polaków skazany został przez Sąd Doraźny dla Okręgu Ciechanowskiego na karę śmierci. 17 grudnia 1942 został powieszony w publicznej egzekucji na rynku w Przasnyszu. Razem z nim straceni zostali członkowie sztabu obwodu ZWZ-AK: Maria Kaczyńska, Zenon Kiembrowski „Konrad”, Władysław Otłowski „Woyna” i Edmund Zdanowski „Max”.
M. Arct pozostawił żonę i syna. Spoczywa w zbiorowym grobie na cmentarzu parafialnym w Przasnyszu. 9 maja 1972 w miejscu straceń na przasnyskim rynku odsłonięto granitowy pomnik z tablicą upamiętniającą 5 powieszonych członków sztabu ZWZ-AK.